# Jorge Echagüe
Jorge Echagüe más conocido como Coco Echagüe (Montevideo, 17 de junio de 1971) es un presentador de televisión, actor y cantante uruguayo.

## Inicios
En 1991 se presentó en un ciclo radial llamado “El tren de la noche”, allí recitaba poemas de su autoría, esa fue su primera incursión en los medios de comunicación. 
En 2015 fue galardondo como mejor actor de comedia con el Premio Florencio.

## Actividad artística musical

### Carnaval
- 1992: realiza su primera incursión en la tradicional fiesta de carnaval, integrando la revista “El Mundo de Canela”, permaneciendo en la misma hasta 1993.
- 1994: integra el grupo de parodistas “Teenagers”.
- 1996: forma parte de parodistas “ Zíngaros”.
- 1998: pasa a revista “Magazine”, hasta el 1999.

### Bandas
- 1994: debuta como cantante en “Sonora Palacio”.
- 1996: con el grupo “Nietos del Futuro” se mantiene durante 10 años viajando por buena parte de América del Sur y del Norte

y actuando en Festivales como el de "Viña del Mar" en Chile y el Festival de "Cuzco" en Perú 
- 2011: Comienza con su proyecto solista “Tiempo de Pensar”.
- 2012: en enero se realiza el lanzamiento del vídeo “Seguiré”, que cuenta con la actuación de Eunice Castro.[2]
- En el 2013 lanza el tema "Nena"
- En el 2017 el Disco "Con los pies en la tierra" bajo el sello Bizarro logrando ser Disco de Oro
- En el 2018 hace la presentación del mismo en la sala Hugo Balzo del Auditorio Nacional del Sodre
- Desde entonces se sigue presentando con su Banda en Salas, Teatros y Festivales de todo el País

## Filmografía

### Cine
| Año  | Título       | Personaje   | Director      |
| ---- | ------------ | ----------- | ------------- |
| 2010 | La despedida | Juan Manuel | Silvana Tomeo |

### Televisión
| Programas     | Programas            | Programas          | Programas              |
| Año           | Título               | Canal              | Rol                    |
| ------------- | -------------------- | ------------------ | ---------------------- |
| 1999          | Guau                 | Teledoce           | Conductor              |
| 2000          | Viva la salsa        | Teledoce           | Conductor              |
| 2002          | Camino al éxito      | Teledoce           | Conductor              |
| 2004-2010     | Loco de vos          | Canal 10           | Coconductor            |
| 2004-2020     | Pasión de Carnaval   | VTV                | Conductor              |
| 2017-presente | Desayunos informales | Teledoce           | Coconductor            |
| 2022          | La culpa es de Colón | Teledoce           | Conductor de reemplazo |
| 2022          | El último pasajero   | Teledoce           | Coconductor            |
| 2023-presente | A todo o nada        | Teledoce           | Conductor              |
| Ficciones     |                      |                    |                        |
| Año           | Título               | Canal              | Personaje              |
| 2000          | El show del mediodía | Teledoce           | Actor de sketches      |
| 2010-2011     | Porque te quiero así | Canal 10           | Miguel "Lito" González |
| 2011          | Sr. y Sra. Camas     | TV Pública Digital | Coco                   |
| 2024          | Margarita            | Max                | Padre de Juan          |

### Teatro
| Año  | Título                            | Dirección          |
| ---- | --------------------------------- | ------------------ |
| 2024 | ParaAnormales                     | Adriana Da Silva   |
| 2023 | Conversaciones con mamá           | Yoni Kurlender     |
| 2023 | Bajo terapia                      | Álvaro Ahunchain   |
| 2019 | Amor de película                  | Diego Devincenzi   |
| 2019 | Perfectos desconocidos            | Álvaro Ahunchain   |
| 2018 | En la cama                        | José María Muscari |
| 2018 | Bajo terapia                      |                    |
| 2015 | ¿Y si te canto canciones de amor? | Lila García        |
| 2014 | Conversaciones con mamá           | Mario Morgan       |
| 2009 | Fifty-Fifty, amor a la francesa   | Daniel Romano      |
| 2007 | Azafatas                          | Hugo Blandamuro    |